# Swedish Open 1987
Lo Swedish Open 1987 è stato un torneo di tennis giocato sulla terra rossa. È stata la 40ª edizione del torneo, che fa parte del Nabisco Grand Prix 1987 e del Virginia Slims World Championship Series 1987. Il torneo si è giocato a Båstad in Svezia dal 27 luglio al 2 agosto 1987.

## Campioni

### Singolare maschile
Joakim Nyström ha battuto in finale  Stefan Edberg con il punteggio di 4–6 6–0 6–3

### Doppio maschile
Stefan Edberg /  Anders Järryd hanno battuto in finale  Emilio Sánchez /  Javier Sánchez con il punteggio di 7–6, 6–3

### Singolare femminile
Sandra Cecchini ha battuto in finale  Catarina Lindqvist con il punteggio di 6–4, 6–4

### Doppio femminile
Penny Barg /  Tine Scheuer-Larsen hanno battuto in finale  Sandra Cecchini /  Patricia Tarabini con il punteggio di 6–1, 6–2